# James Ashmore Creelman
James Ashmore Creelman (né le 21 septembre 1894, mort le 9 ou le 18 septembre 1941) est un scénariste américain, coscénariste du premier film King Kong sorti en 1933.

## Biographie
Né à Marietta (Ohio) en 1894, son père est journaliste, il déménage à New York puis à Washington où travaille son père. Diplômé de l'Université Yale, il édite le magazine du campus The Yale Record (en) avec Clements Ripley (en), auteur de fictions lui-aussi devenu scénariste. Creelman travaille pour les studios RKO à partir de 1929, et participe aux scénarios de plusieurs films dont The Untamed Lady, Les Chasses du comte Zaroff  (The Most Dangerous Game), King Kong, Les Danseurs dans la nuit et Les Derniers Jours de Pompéi (The Last Days of Pompeii).
Le 9 septembre 1941 il se suicide en sautant du toit au 18e étage d'un immeuble de la 72e Rue à Manhattan, son appartement se trouvant au 6e étage,. Il est enterré dans sa ville natale de Marietta (Ohio).

## Filmographie
- 1922 : La Victoire du cœur de Sidney Franklin
- 1923 : Second Fiddle de Frank Tuttle
- 1924 : Grit de Frank Tuttle
- 1924 : Sinners in Heaven d'Alan Crosland
- 1926 : The Untamed Lady
- 1926 : Mondaine de Richard Rosson
- 1926 : Aloma de Maurice Tourneur
- 1927 : High Hat (en) (Réalisateur)
- 1927 : Erik le mystérieux (The Last Performance) de Paul Fejos
- 1928 : La Danse rouge  (The Red Dance) de Raoul Walsh
- 1930 : Half Shot at Sunrise de Paul Sloane
- 1931 : L'Honneur de la famille (Honor of the Family) de Lloyd Bacon
- 1932 : Les Chasses du comte Zaroff d'Ernest B. Schoedsack et Irving Pichel
- 1932 : Les Danseurs dans la nuit  (Dancers in the Dark) de David Burton
- 1933 : King Kong de Merian C. Cooper et Ernest B. Schoedsack
- 1935 : : Les Derniers Jours de Pompéi (The Last Days of Pompeii) de Merian C. Cooper et Ernest B. Schoedsack